# 圣乔治-莫泰勒
圣乔治-莫泰勒（法語：Saint-Georges-Motel，法語發音：[sɛ̃ ʒɔʁʒ mɔtɛl]）是法国厄尔省的一个市镇，位于该省东南部，属于埃夫勒区。该市镇总面积4.97平方公里，2009年时的人口为962人。
该市镇由圣乔治（Saint-Georges）和莫泰勒（Motel）两个村庄组成。

## 人口
圣乔治-莫泰勒人口变化图示